# Stelletta rhaphidiophora
Stelletta rhaphidiophora är en svampdjursart som beskrevs av Jörn Hentschel 1929. Stelletta rhaphidiophora ingår i släktet Stelletta och familjen Ancorinidae. Inga underarter finns listade i Catalogue of Life.